# Black church

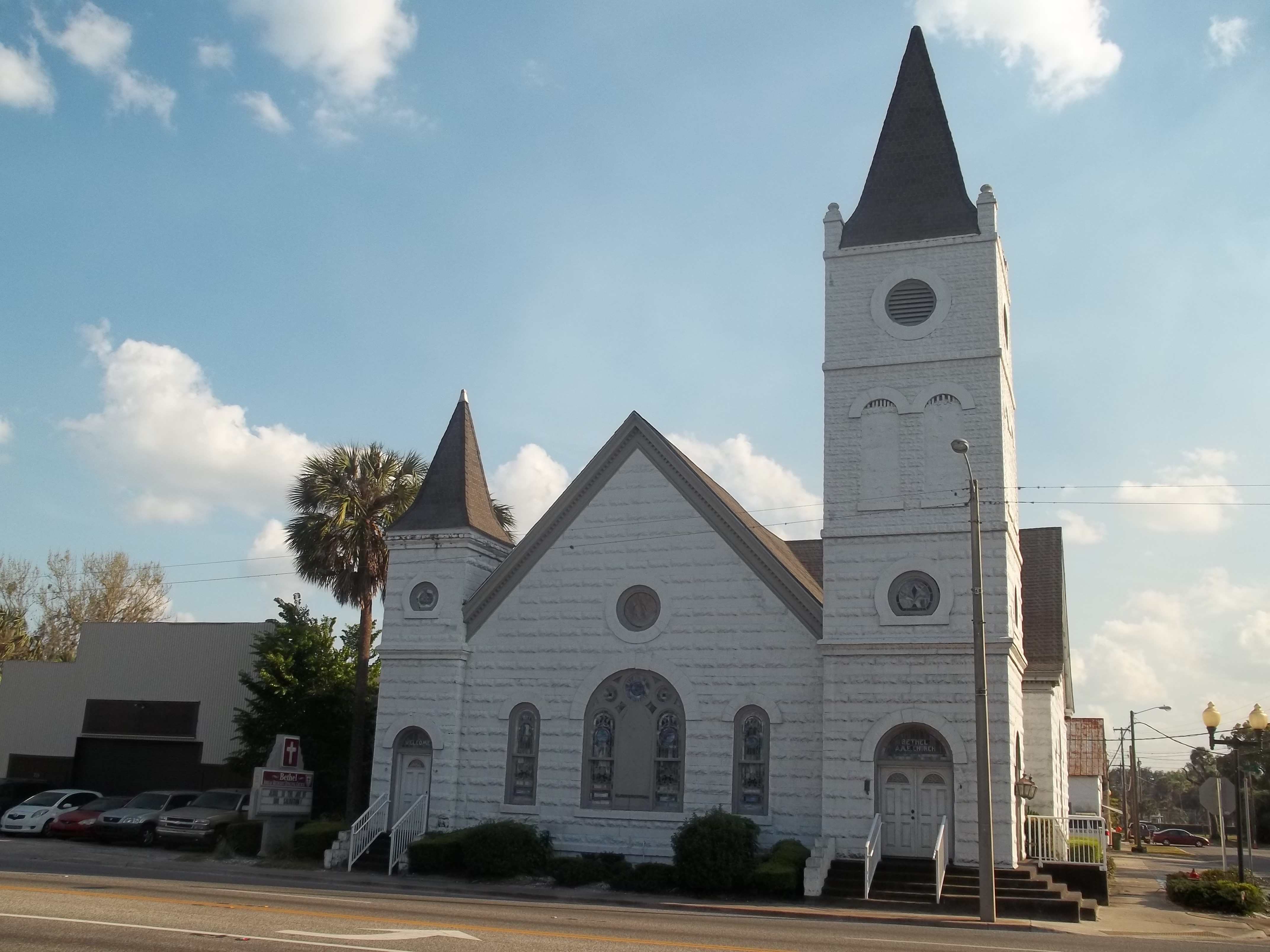
Chiesa Bethel AME di Palatka, Florida.

La Black church (Chiesa nera, talvolta definita Cristianesimo nero o Cristianesimo Afro-Americano) è la fede e l'insieme delle denominazioni e delle congregazioni cristiane negli Stati Uniti che si occupano prevalentemente di afroamericani e che sono anche guidate da afroamericani, così come le tradizioni e i membri collettivi di queste chiese.

## Storia e contesto
Sono sorte principalmente nel XIX secolo, in un periodo in cui la schiavitù e la segregazione razziale erano entrambe comunemente praticate negli Stati Uniti. I neri in genere cercavano un'area dove poter esprimere la propria fede in modo indipendente, trovare una guida e sfuggire al trattamento subalterno riservato alle chiese dominate dai bianchi.
In molte case afroamericane, il concetto di “Chiesa” è spesso considerato sinonimo di congregazione di persone che si riuniscono per il culto, piuttosto che dell'edificio fisico in cui si svolge la funzione. Questa distinzione riflette una profonda enfasi culturale sulla comunità e sull'esperienza spirituale condivisa. Per gli afroamericani, la “Chiesa” è un corpo dinamico e vivo di credenti la cui fede collettiva e la comunione sono centrali, indipendentemente dallo spazio fisico. Questa differenza evidenzia l'importanza culturale e storica unica che la comunità afroamericana attribuisce all'atto di riunirsi e alle persone stesse, piuttosto che al luogo.
Il numero di chiese nere negli Stati Uniti è notevole. Secondo il Pew Research Center, ci sono circa 25.000 chiese nere in tutto il Paese, che comprendono un'ampia gamma di denominazioni e congregazioni indipendenti (Pew Research Center, 2021).
La maggior parte delle congregazioni afroamericane è affiliata a denominazioni protestanti, come la Chiesa Episcopale Metodista Africana (AME), la Chiesa di Dio in Cristo (COGIC) o la Convenzione Nazionale Battista e chiese affini; alcune sono affiliate a denominazioni protestanti prevalentemente bianche, come la Chiesa Unita di Cristo (che si è sviluppata dalla Chiesa Congregazionale del New England), denominazioni integrate come la Chiesa di Dio, (Anderson, Indiana); altre sono congregazioni indipendenti. Esistono anche chiese cattoliche nere.
In molte grandi città, le chiese nere e quelle a maggioranza bianca sono spesso vicine tra loro, ma rimangono segregate per razza, una divisione influenzata da profondi fattori storici, culturali e sociali, tra cui il razzismo. Durante l'epoca della schiavitù e della segregazione, gli afroamericani erano in gran parte esclusi dalle chiese bianche, che spesso sostenevano gerarchie razziali e discriminazioni. Questa esclusione ha portato alla creazione di chiese nere, che sono diventate spazi vitali per il sostegno della comunità, l'attivismo e la libertà spirituale.
Anche dopo la fine della segregazione formale, le chiese bianche hanno spesso opposto resistenza all'integrazione, preferendo mantenere congregazioni omogenee. L'eredità di questa forma di razzismo continua a influenzare la separazione tra chiese bianche e nere ancora oggi, perché storicamente le chiese bianche non sono riuscite ad affrontare adeguatamente le ingiustizie razziali e di conseguenza molti fedeli neri hanno cercato ambienti di culto in cui le loro esigenze culturali e spirituali venissero soddisfatte senza pregiudizi. Nonostante alcuni sforzi di integrazione, il razzismo, sia nel passato che nel presente, rimane un fattore significativo nella continua divisione tra congregazioni bianche e nere.
Esistono anche differenze culturali che influenzano il modo in cui i fedeli bianchi e neri appartenenti alla stessa denominazione praticano la loro religione. Un esempio è dato dalle congregazioni battiste, che praticano la loro fede in tre modi diversi:
1. Stile di culto: Le chiese battiste nere tendono ad avere servizi di culto più espressivi ed emotivi, spesso caratterizzati da predicazione con chiamata e risposta, musica gospel e partecipazione dinamica della congregazione. I servizi battisti bianchi sono spesso più strutturati, con una maggiore attenzione agli inni, ai sermoni e a forme di culto più tranquille.[10][13]
2. Focalizzazione sul sermone: nelle chiese battiste nere, i sermoni spesso enfatizzano i temi della liberazione, della giustizia e della sopravvivenza, riflettendo le lotte storiche e attuali degli afroamericani.[14] I sermoni dei battisti bianchi si concentrano invece sulla salvezza individuale, sulla moralità personale e sugli insegnamenti dottrinali tradizionali.[15]
3. Ruolo della chiesa nella comunità: Le chiese battiste nere spesso svolgono un ruolo centrale nell'attivismo sociale e nella leadership comunitaria, affrontando questioni di giustizia razziale ed economica. Le chiese battiste bianche possono essere più incentrate sullo sviluppo spirituale e sulla fede personale, con minore enfasi sull'impegno sociale o politico diretto all'interno della comunità.[12]

Nelle comunità in cui bianchi e neri praticavano il culto insieme nel Sud subito dopo la Guerra Civile Americana, la persecuzione nei confronti degli afroamericani era meno severa. Tuttavia, il più delle volte i neri liberati creavano congregazioni e strutture ecclesiastiche separate dai loro vicini bianchi, che spesso erano i loro ex proprietari. Nella Chiesa cattolica romana, la marea montante della segregazione portò alla creazione di parrocchie segregate in tutto il Sud, anche in luoghi in cui la segregazione non era stata la norma.
Queste nuove chiese nere crearono comunità e pratiche di culto culturalmente distinte dalle altre chiese, comprese forme di culto cristiano derivate dalle tradizioni spirituali africane, come la chiamata e la risposta. Queste chiese divennero anche i centri delle comunità, fungendo da luoghi di formazione per i leader della comunità e da sedi scolastiche, assumendo funzioni di assistenza sociale come la fornitura di denaro e servizi essenziali agli indigenti e creando orfanotrofi e ministeri carcerari. Di conseguenza, le chiese nere sono state particolarmente importanti durante il movimento per i diritti civili.

## Prime chiese e congregazioni nere
La maggior parte delle prime congregazioni e chiese nere che si sono formate prima del 1800 sono state fondate da neri liberati, ad esempio, a Filadelfia, Pennsylvania, Springfield Baptist Church (Augusta, Georgia); Petersburg, Virginia e Savannah, Georgia. La più antica chiesa battista nera del Kentucky e la terza chiesa battista nera più antica degli Stati Uniti, la First African Baptist Church, fu fondata intorno al 1790 dallo schiavo Peter Durrett. La più antica chiesa cattolica nera, St Augustine a New Orleans, fu fondata da neri liberi nel 1841. Tuttavia, gli ordini religiosi neri, come le Suore oblate della Provvidenza a Baltimora, esistono dagli anni Venti del XIX secolo.
Dopo l'abolizione della schiavitù negli Stati Uniti, gli atteggiamenti segregazionisti nei confronti dei neri e dei bianchi che praticano il culto insieme non erano così predominanti nel Nord rispetto al Sud.
Dopo la Guerra Civile Americana, molti ministri protestanti bianchi si trasferirono nel Sud per creare chiese in cui i fedeli bianchi e neri potessero celebrare il loro culto insieme. Tuttavia questi sforzi furono spesso ostacolati da resistenze, in particolare da parte dei bianchi del Sud che si opponevano all'integrazione razziale. Nonostante questi sforzi iniziali verso un culto inclusivo, la maggior parte delle chiese integrate non sopravvisse a lungo a causa delle tensioni razziali, della segregazione sociale e delle diverse pratiche culturali e religiose. Nel corso del tempo la Chiesa nera è emersa come un'istituzione vitale e indipendente per gli afroamericani, offrendo non solo il sostentamento spirituale, ma anche uno spazio per l'organizzazione comunitaria e l'attivismo sociale, distinto dalle congregazioni prevalentemente bianche.
Nelle confessioni del Movimento di Santità, come la Church of God, si insegnava la convinzione che "il culto interrazziale fosse un segno della vera Chiesa"; sia i bianchi che i neri svolgevano regolarmente il loro ministero nelle congregazioni della Chiesa di Dio, che invitavano persone di tutte le razze a praticare il loro culto. In alcune parti del Paese, come New Orleans, i cattolici bianchi e neri avevano praticato il culto insieme per quasi 150 anni prima della Guerra Civile Americana, anche se senza piena uguaglianza e principalmente sotto il dominio francese e spagnolo.
Gli attacchi del Ku Klux Klan o di altri bianchi che si opponevano a tali sforzi vanificarono questi tentativi e impedirono persino ai neri o agli afroamericani di praticare il culto negli stessi edifici dei bianchi.
Il Ku Klux Klan (KKK) è stato responsabile di numerosi atti di violenza e intimidazione, tra cui bombardamenti di chiese, in particolare durante il Movimento per i Diritti Civili. Tra gli incidenti degni di nota ricordiamo:
1. L'attentato alla chiesa battista della 16ª strada (1963): questo bombardamento a Birmingham, Alabama, causò la morte di quattro ragazze afroamericane: Addie Mae Collins, Denise McNair, Carole Robertson e Cynthia Wesley. Fu uno degli attacchi più infami del KKK e mise in evidenza la loro violenta opposizione alla desegregazione.
2. Gli attentati alle chiese del 1964-1965: Il KKK fu coinvolto in una serie di attentati contro le chiese afroamericane in tutto il Sud durante questo periodo. Il numero esatto di attentati è difficile da determinare, ma furono attaccate diverse chiese e ci furono numerosi feriti e alcuni morti.
3. Anni '50 e '60: durante questo periodo ci furono numerosi attentati e attacchi alle chiese, spesso coordinati dal KKK, come parte della loro più ampia campagna di terrore contro le attività per i diritti civili e le comunità afroamericane.

## Storia della Chiesa Nera in ogni epoca della storia americana
Una linea temporale generalmente accettata per l'esperienza afroamericana negli Stati Uniti con gli anni approssimativi per ogni periodo
1. Coloniale: 1619-1776

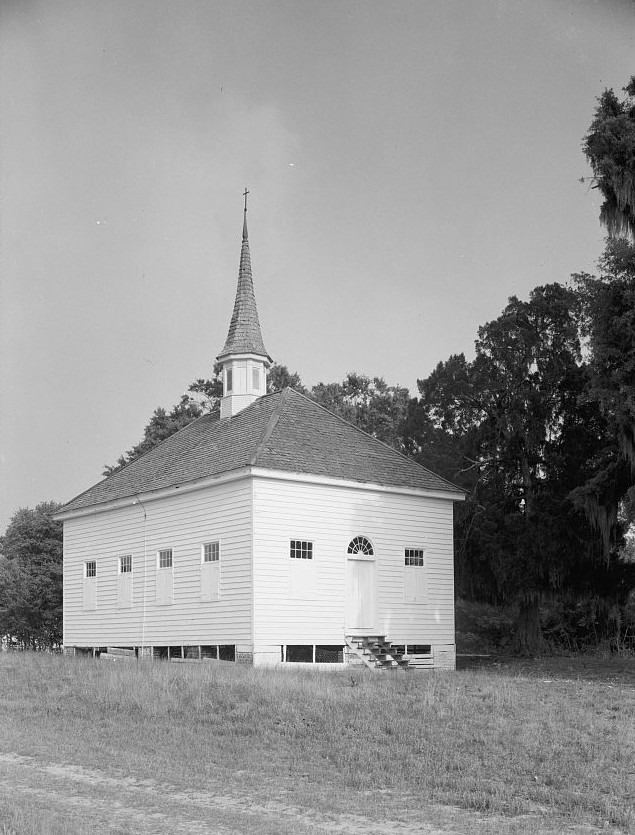
Chiesa battista afroamericana, Piantagione di Silver Hill, Contea di Georgetown, Carolina del Sud

  - Questo periodo inizia con l'arrivo dei primi africani schiavizzati in Virginia e termina con la Dichiarazione di Indipendenza.
2. Antebellum: 1776-1861
  - Dalla Rivoluzione Americana all'inizio della Guerra Civile, questo periodo comprende la crescita della schiavitù e i primi movimenti abolizionisti.
3. Guerra civile: 1861-1865
  - Il periodo della Guerra Civile Americana, compresa l'emancipazione delle persone schiavizzate.
4. Ricostruzione: 1865-1877
  - L'epoca successiva alla Guerra Civile, incentrata sulla ricostruzione del Sud e sui vari tentativi di integrazione nella società delle persone precedentemente schiavizzate.
5. Jim Crow: 1877-1965
  - Il periodo caratterizzato dalla segregazione razziale e dalla privazione del diritto di voto, che inizia con la fine della Ricostruzione e termina con l'inizio del Movimento per i Diritti Civili.
6. Diritti civili: 1954-1968
  - Questa epoca comprende i principali sforzi legislativi e sociali per porre fine alla segregazione razziale e alla discriminazione, a partire da Brown v. Board of Education[26] e fino all'approvazione del Civil Rights Act e del Voting Rights Act.
7. Attuale: 1968-oggi
  - Il periodo in corso dopo il Movimento per i Diritti Civili, che comprende le lotte continue per l'uguaglianza e la giustizia, comprese le questioni sociali e politiche contemporanee.

### La schiavitù

#### La Chiesa durante l'epoca della schiavitù
Durante l'epoca della schiavitù negli Stati Uniti, molti proprietari di schiavi utilizzarono strategicamente le chiese nere e i predicatori neri per propagare messaggi di obbedienza, sottomissione e conformità tra le persone schiavizzate. Questo faceva parte di un sistema di controllo più ampio che cercava di utilizzare la religione come strumento per mantenere l'istituzione della schiavitù.
Fu pubblicata Una versione con parti selezionate della Sacra Bibbia per l'uso degli schiavi negri nelle isole britanniche dell'India occidentale, talvolta indicata come la Bibbia degli schiavi, creata nelle Indie occidentali britanniche ed è una versione abbreviata della Bibbia, realizzata appositamente per insegnare una versione filo-schiavista della Cristianità per le persone schiavizzate. I proprietari di schiavi spesso presentavano il Cristianesimo agli africani schiavizzati, accentuando selettivamente gli insegnamenti biblici che ritenevano giustificassero la schiavitù e incoraggiassero la sottomissione ai padroni. Scritture come Efe. 6:5 ("Schiavi, obbedite ai vostri padroni terreni con rispetto e timore...") e Col. 3:22 erano spesso citate per rafforzare l'idea che la schiavitù fosse approvata dalla Divinità.
Esistono prove di pratiche cristiane e di “luoghi di culto specifici dedicati”, chiamati case di lode, già prima delle prime denominazioni nere organizzate.
I predicatori evangelici Battisti e Metodisti viaggiarono in tutto il Sud nel grande risveglio della fine del XVIII secolo. Si rivolgevano direttamente agli schiavi e alcune migliaia di schiavi si convertirono. I neri trovarono l'opportunità di avere ruoli attivi nelle nuove comunità, soprattutto nella Chiesa Battista, dove gli schiavi furono nominati guide e predicatori: erano esclusi da tali ruoli nella Chiesa Anglicana o Battista. Ascoltando le letture, gli schiavi svilupparono le proprie interpretazioni delle Scritture e trovarono ispirazione nelle storie di liberazione, come l'Esodo dall'Egitto. Nat Turner, un predicatore battista schiavo, fu ispirato alla ribellione armata contro la schiavitù, in una rivolta che uccise circa 50 bianchi in Virginia.

Sia i neri liberi che gli schiavi più numerosi parteciparono alle prime congregazioni battiste nere fondate vicino a Petersburg, Virginia, Savannah, Georgia, e Lexington, Kentucky, prima del 1800. Gli schiavi Peter Durrett e sua moglie fondarono la Prima Chiesa Africana (oggi conosciuta come Prima Chiesa Battista Africana) a Lexington, nel Kentucky, intorno al 1790. Gli amministratori della chiesa acquistarono la prima proprietà nel 1815. La congregazione contava circa 290 persone al momento della morte di Durrett nel 1823.

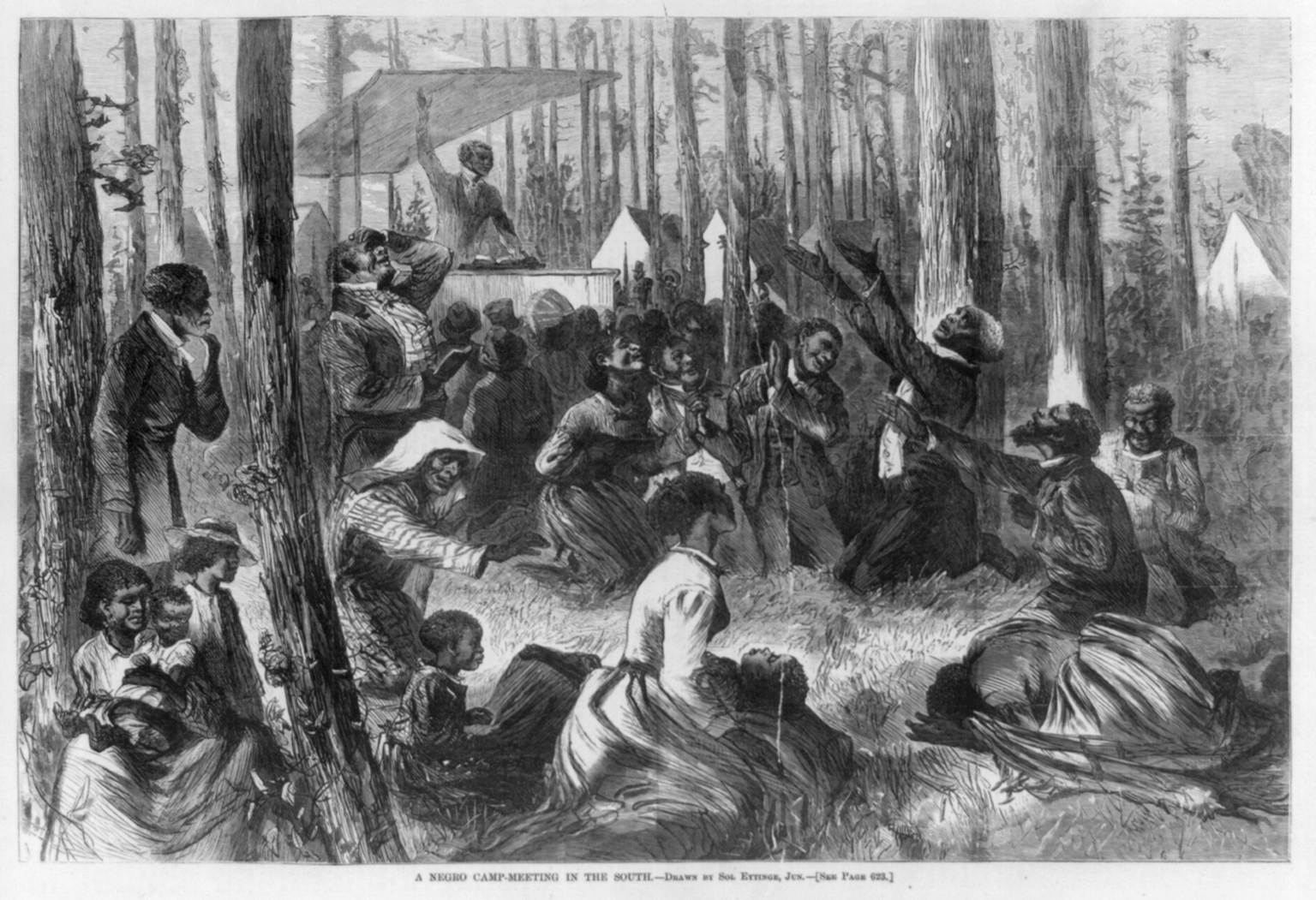
Le chiese afroamericane durante la schiavitù erano tenute in luoghi segreti chiamati I porti del silenzio.

La Prima Chiesa Battista Africana ebbe i suoi inizi nel 1817, quando John Mason Peck e l'ex schiavo John Berry Meachum iniziarono a tenere delle funzioni religiose per gli afroamericani a St. Louis. Meachum fondò la Prima Chiesa Battista Africana nel 1827. Fu la prima chiesa afroamericana a ovest del fiume Mississippi. Sebbene ci fossero ordinanze che impedivano ai neri di riunirsi, la congregazione crebbe da 14 persone alla sua fondazione fino a 220 persone nel 1829. Duecento dei parrocchiani erano schiavi che potevano recarsi in chiesa e partecipare alle funzioni solo con il permesso dei loro proprietari.
In seguito alle rivolte degli schiavi all'inizio del XIX secolo, tra cui la Ribellione di Nat Turner nel 1831, la Virginia approvò una legge che imponeva alle congregazioni nere di incontrarsi solo in presenza di un ministro bianco. Altri Stati limitarono in modo analogo le chiese esclusivamente nere o la riunione di neri in grandi gruppi senza la supervisione di bianchi. Tuttavia, le congregazioni battiste nere nelle città crebbero rapidamente e i loro membri erano diverse centinaia prima della Guerra Civile. Pur essendo guidate per lo più da neri liberi, la maggior parte dei loro membri erano schiavi.
Nelle aree delle piantagioni, gli schiavi organizzavano chiese clandestine e incontri religiosi nascosti, la “chiesa invisibile”, dove gli schiavi erano liberi di mescolare il Cristianesimo Evangelico con le credenze africane e i ritmi africani. Con il tempo molti incorporarono inni Metodisti Wesleyani, canti gospel e spiritual. Le chiese clandestine fornivano un rifugio psicologico dal mondo bianco. Gli spiritual fornivano ai membri della chiesa un modo segreto per comunicare e, in alcuni casi, per pianificare una ribellione.
Gli schiavi imparavano a conoscere il Cristianesimo anche partecipando alle funzioni guidate da un predicatore bianco o supervisionate da una persona bianca. I proprietari di schiavi spesso tenevano incontri di preghiera nelle loro piantagioni. Nel Sud, fino al Grande Risveglio, la maggior parte dei proprietari di schiavi erano anglicani se praticavano il cristianesimo. Sebbene nei primi anni del Primo Grande Risveglio, i predicatori metodisti e battisti si schierassero a favore della manomissione degli schiavi e dell'abolizione, nei primi decenni del XIX secolo avevano spesso trovato il modo di sostenere l'istituzione. Negli ambienti in cui i bianchi supervisionavano il culto e la preghiera, utilizzavano storie bibliche che rafforzavano il legame delle persone con il loro posto nella società, esortando gli schiavi a essere fedeli e a obbedire ai loro padroni. Nel XIX secolo, furono fondate cappelle metodiste e battiste in molte delle comunità più piccole e dei comuni piantatori.
Durante i primi decenni del XIX secolo, utilizzarono storie come la Maledizione di Cam per giustificare la schiavitù a se stessi. Promuovevano l'idea che gli schiavi leali e laboriosi sarebbero stati ricompensati nell'aldilà. A volte gli schiavi creavano le proprie scuole del sabato per parlare delle Scritture. Gli schiavi alfabetizzati cercavano di insegnare agli altri a leggere, come fece Frederick Douglass quando era ancora schiavo da giovane nel Maryland.

### Neri liberi

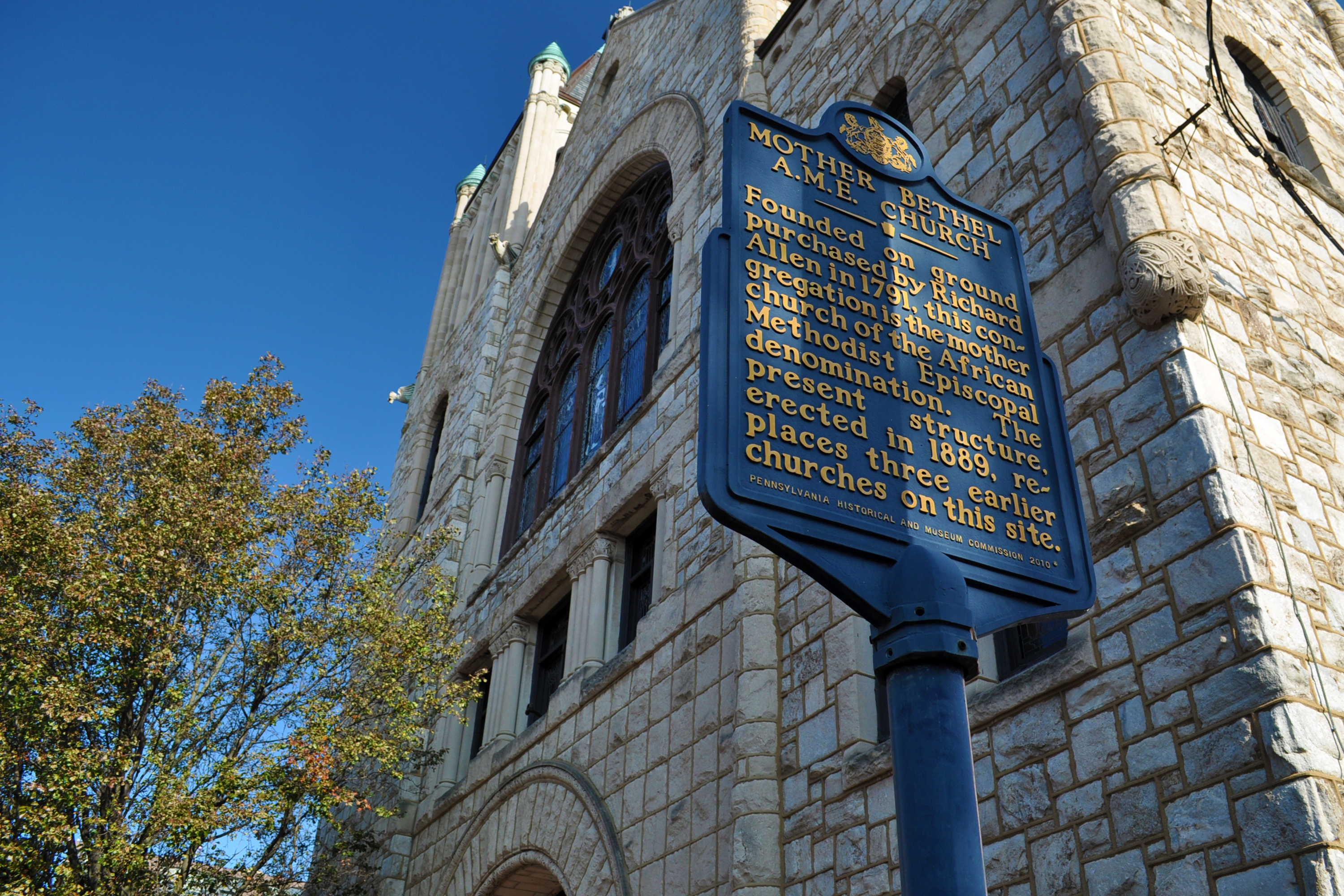
Chiesa Madre Bethel A.M.E. di Filadelfia PA

I neri liberi nelle città del nord e del sud formarono le proprie congregazioni e chiese prima della fine del XVIII secolo. Organizzarono congregazioni e chiese nere indipendenti per praticare la religione a prescindere dalla supervisione dei bianchi. Insieme alle chiese bianche che si opponevano alla schiavitù, i neri liberi di Filadelfia fornirono aiuto e conforto agli schiavi in fuga e aiutavano tutti i nuovi arrivati ad adattarsi alla vita della città.
Nel 1787 a Filadelfia, la chiesa nera nacque dalla protesta e dalla reazione rivoluzionaria al razzismo. Risentendo di essere relegati in una galleria segregata presso la St George's Methodist Church, i predicatori metodisti Absalom Jones e Richard Allen e altri membri neri lasciarono la chiesa e formarono la Free African Society. Inizialmente non era confessionale e forniva aiuto reciproco alla comunità nera libera. Con il tempo, Jones iniziò a guidare i servizi episcopali. Guidò la maggior parte dei suoi membri a creare la Chiesa Africana, nella tradizione episcopale. (Butler 2000, DuBois 1866).
Nell'autunno del 1792, alcuni leader neri che partecipavano alle funzioni della St George's Methodist Church e che avevano recentemente contribuito all'espansione della chiesa. Ai fedeli neri fu detto di sedersi al piano superiore nella nuova galleria. Quando si sedettero per errore in un'area non destinata ai neri, furono allontanati con la forza dai posti che avevano contribuito a costruire. Secondo Allen, “... uscimmo dalla chiesa tutti insieme, e non furono più tormentati da noi”. Mentre lui e Jones guidavano denominazioni diverse, continuarono a lavorare a stretto contatto e con la comunità nera di Filadelfia..... Fu accettata come parrocchia e il 17 luglio 1794 divenne la Chiesa Episcopale Africana di San Tommaso. Nel 1804 Jones fu il primo sacerdote nero ordinato nella Chiesa episcopale. (Butler 2000, DuBois 1866).
Richard Allen, un predicatore metodista, voleva continuare con la tradizione metodista. Costruì una congregazione e fondò la Chiesa Episcopale Metodista Africana (AME) di Bethel. Il 29 luglio 1794, avevano anche un edificio pronto per il loro culto. La chiesa adottò lo slogan: "Cercare per noi stessi". In riconoscimento della sua leadership e della sua predicazione, nel 1799 il Vescovo Francis Asbury ordinò Allen come ministro metodista. Allen e la Chiesa AME furono attivi nelle campagne antischiaviste, combatterono il razzismo nel Nord e promossero l'istruzione, avviando scuole per i bambini neri.
Scoprendo che anche altre congregazioni nere nella regione stavano cercando l'indipendenza dal controllo dei bianchi, nel 1816 Allen organizzò una nuova denominazione, la Chiesa Episcopale Metodista Africana, la prima denominazione nera completamente indipendente. Fu eletto primo vescovo nel 1816. Sebbene lui e Jones guidassero denominazioni diverse, continuarono a lavorare a stretto contatto e con la comunità nera di Filadelfia. Poco dopo, Allen. Jones e altri iniziarono a sollecitare fondi, sempre con l'aiuto di Rush. I loro appelli incontrarono la resistenza dei leader della Chiesa bianca, molti dei quali avevano sostenuto la comunità nera, ma disapprovavano una chiesa nera separata.
A Petersburg, in Virginia, si trovano due delle più antiche congregazioni nere del Paese, entrambe organizzate prima del 1800 come risultato del Primo grande risveglio: la Prima Chiesa Battista (1774) e la Chiesa Battista di Gillfield (1797). Ciascuna congregazione si è trasferita dalle zone rurali a Petersburg in edifici propri all'inizio del XIX secolo. Le due congregazioni battiste nere sono state le prime di questa denominazione in città e sono cresciute rapidamente.
A Savannah, in Georgia, una congregazione battista nera fu organizzata nel 1777 da George Liele. Ex schiavo, era stato convertito dal ministro battista Matthew Moore. Le sue prime predicazioni furono incoraggiate dal suo padrone, Henry Sharp. Sharp, un diacono battista e lealista, liberò Liele prima dell'inizio della Guerra rivoluzionaria americana. Liele aveva predicato agli schiavi nelle piantagioni, ma si diresse a Savannah, dove organizzò una congregazione. Dopo il 1782, quando Liele lasciò la città con gli inglesi, Andrew Bryan guidò quella che divenne nota come la Prima Chiesa Battista Africana. Nel 1800 la chiesa contava 700 membri e nel 1830 era cresciuta fino a più di 2400 membri. Presto generò due nuove congregazioni nere in città.
Prima del 1850, la First African Baptist di Lexington, nel Kentucky, era cresciuta fino a 1.820 membri, diventando la più grande congregazione dello Stato. Questo avvenne sotto il suo secondo pastore, il Rev. London Ferrill, un nero libero, e si verificò mentre Lexington si stava espandendo rapidamente come città. La First African Baptist fu ammessa all'Associazione Battista di Elkhorn nel 1824, dove passò in qualche modo sotto la supervisione di congregazioni bianche. Nel 1841, la Chiesa cattolica di Saint Augustine fu creata dalla comunità creola di New Orleans. Questa chiesa è la più antica parrocchia cattolica nera degli Stati Uniti. Nel 1856, First African Baptist costruì una grande chiesa italianeggiante, che fu aggiunta al Registro Nazionale dei Luoghi Storici nel 1986. Nel 1861 la congregazione contava 2.223 membri.
Le comunità nere libere in Indiana, Illinois, Ohio, Filadelfia, Pennsylvania e New York aiutarono i cercatori di libertà a fuggire dalla schiavitù. Le chiese nere erano le fermate della ferrovia sotterranea e le comunità nere del Nord nascondevano i cercatori di libertà nelle loro chiese e nelle loro case. La storica Cheryl Janifer Laroche ha spiegato nel suo libro, Free Black Communities and the Underground Railroad The Geography of Resistance che: “I neri, schiavizzati e liberi, operavano come attori principali nel dramma centrale che era la Ferrovia Sotterranea”.

### Ricostruzione

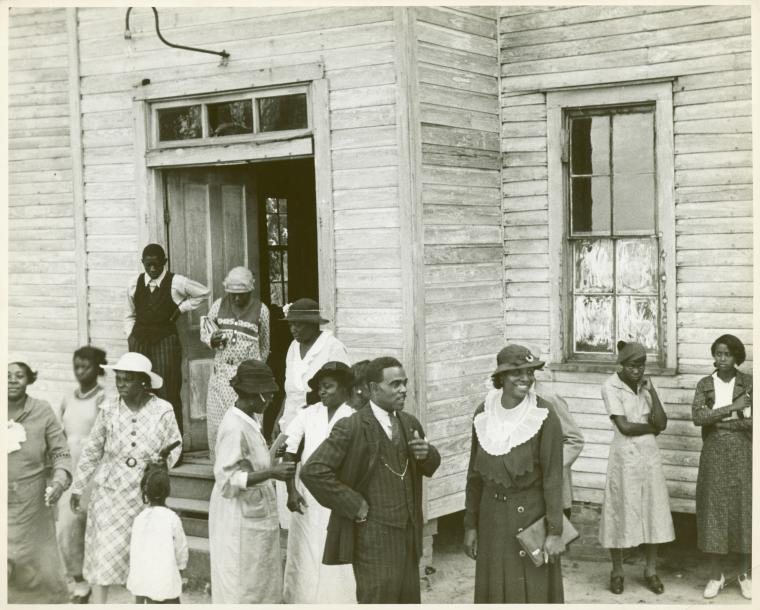
Esterno di una chiesa nera a Little Rock, Arkansas, 1935.

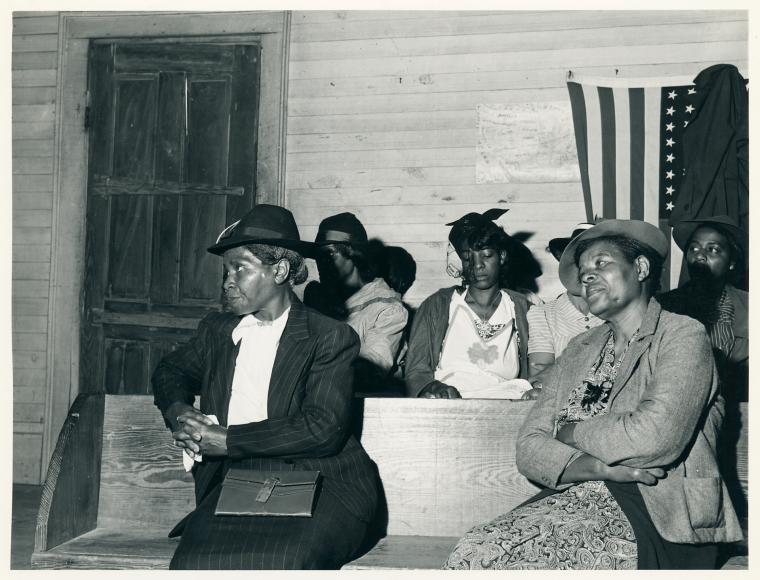
I frequentatori della chiesa di Heard County, Georgia, 1941.

Dopo l'emancipazione le chiese del Nord fondate da neri liberi, così come quelle di denominazioni prevalentemente bianche, inviarono missioni nel Sud per esercitare il ministero agli schiavi appena liberati, e per insegnare loro a leggere e scrivere. Per esempio, il vescovo Daniel Payne della Chiesa AME tornò a Charleston, nella Carolina del Sud, nell'aprile del 1865 con nove missionari. Organizzò comitati, associazioni e insegnanti per raggiungere i liberti in tutta la campagna. Nel primo anno dopo la guerra, la Chiesa Episcopale Metodista Africana (AME) guadagnò 50.000 fedeli.
Alla fine della Ricostruzione le congregazioni AME esistevano dalla Florida al Texas. I loro missionari e predicatori avevano portato più di 250.000 nuovi aderenti alla Chiesa. Pur avendo una base settentrionale, la Chiesa fu fortemente influenzata da questa crescita nel Sud e dall'incorporazione di molti membri che avevano pratiche e tradizioni diverse. Allo stesso modo, nel primo decennio, anche la chiesa indipendente AME Zion, fondata a New York, guadagnò decine di migliaia di membri del Sud. Queste due denominazioni nere indipendenti attirarono il maggior numero di nuovi membri nel Sud.
Nel 1870 a Jackson, Tennessee, con il sostegno dei colleghi bianchi della Chiesa Episcopale Metodista del Sud, più di 40 ministri neri del Sud, tutti liberati ed ex schiavi, si incontrarono per creare la Colored Methodist Episcopal (CME) Church, con sede nel Sud, ora Chiesa Episcopale Metodista Cristiana, fondata come ramo indipendente del Metodismo. Portarono con sé le loro congregazioni, per lo più nere. Adottarono la Dottrina Metodista ed elessero i loro primi due vescovi, William H. Miles del Kentucky e Richard H. Vanderhorst della Carolina del Sud. Nel giro di tre anni, da una base di circa 40.000, erano cresciuti fino a 67.000 membri, e più di dieci volte tanto in 50 anni.
La Chiesa di Dio, con i suoi inizi nel 1881, sosteneva che "il culto interrazziale era un segno della vera Chiesa", con bianchi e neri che esercitavano regolarmente il ministero nelle congregazioni della Chiesa di Dio, che invitavano le persone di tutte le razze ad officiare lì. Coloro che erano completamente santificati testimoniavano di essere "salvati, santificati e di non avere più pregiudizi". Quando i ministri della Chiesa di Dio, come Lena Shoffner, visitavano le riunioni di campo di altre denominazioni, la corda che separava bianchi e neri nella congregazione veniva sciolta "e i fedeli di entrambe le razze si avvicinavano all'altare per pregare". Sebbene a volte gli estranei attaccassero le funzioni della Chiesa di Dio e le riunioni del campo per la loro posizione a favore dell'uguaglianza razziale, i membri della Chiesa di Dio erano "imperterriti anche di fronte alla violenza" e "mantenevano la loro forte posizione interrazziale come nucleo del loro messaggio di unità di tutti i credenti".
Allo stesso tempo, le Chiese Battiste nere, ben consolidate prima della Guerra Civile, continuarono a crescere e ad aggiungere nuove congregazioni. Con la rapida crescita delle chiese battiste nere nel Sud, nel 1895 i funzionari della Chiesa organizzarono una nuova associazione battista, la National Baptist Convention. Si trattava dell'unificazione di tre convenzioni nazionali nere, organizzate nel 1880 e nel 1890. Questa riunì le aree della missione, dell'istruzione e della cooperazione generale. Nonostante la fondazione di nuove convenzioni nere all'inizio e alla fine del XX secolo, si tratta ancora della più grande organizzazione religiosa nera degli Stati Uniti. Queste chiese mescolavano elementi di chiese clandestine con elementi di chiese nere liberamente costituite.
Gli anni del dopoguerra furono segnati da un impulso separatista, in quanto i neri esercitavano il diritto di muoversi e riunirsi al di fuori della supervisione o del controllo dei bianchi. Svilupparono chiese nere, società di beneficenza, ordini fraterni e compagnie di vigili del fuoco. In alcune aree si trasferirono dalle fattorie alle città, come nel Tennessee centrale, o alle città che dovevano essere ricostruite, come Atlanta. Le chiese nere erano i punti focali delle comunità nere e la rapida separazione dei loro membri dalle chiese bianche dimostrava il desiderio di gestire i propri affari indipendentemente dalla supervisione dei bianchi. Mostrò anche la forza precedente della "Chiesa invisibile", nascosta agli occhi dei bianchi.
I predicatori neri garantivano la guida, incoraggiavano l'istruzione e la crescita economica e spesso erano il legame principale tra le comunità bianche e nere. La Chiesa nera creò e/o mantenne le prime scuole nere e incoraggiò i membri della comunità a finanziare queste scuole e altri servizi pubblici. Per la maggior parte dei responsabili neri, le chiese sono sempre state collegate agli obiettivi politici di avanzamento della razza. Si creò una tensione tra i leader neri del Nord e le persone del Sud che volevano gestire le loro chiese e praticare il culto a modo loro.
Poiché la gerarchia maschile negava loro le opportunità dell'ordinazione, le donne della classe media della Chiesa nera si affermarono in altri modi: organizzarono società missionarie per affrontare le questioni sociali. Queste società offrivano formazione professionale ed educazione alla lettura, lavoravano per migliorare le condizioni di vita, raccoglievano fondi per le missioni africane, scrivevano periodici religiosi e promuovevano gli ideali vittoriani di femminilità, rispettabilità ed elevazione razziale.

### Movimento per i diritti civili

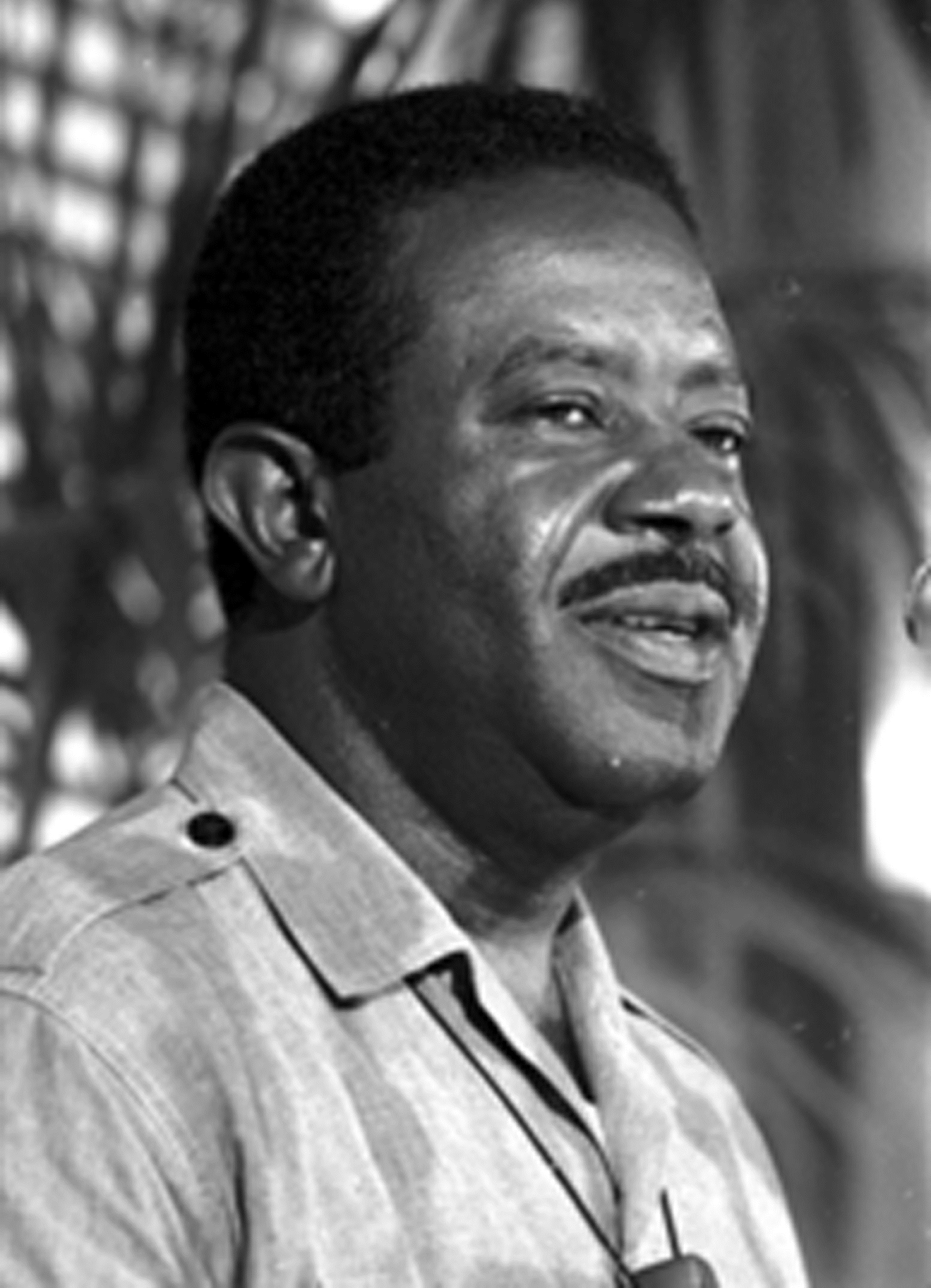
Ralph David Abernathy era un ministro battista impegnato nel Movimento per i diritti civili americano.

Le chiese nere hanno avuto un ruolo di leadership nel Movimento americano per i diritti civili. La loro storia come centri di forza per la comunità nera le rendeva protagoniste naturali di questa lotta morale. Inoltre spesso svolgevano un ruolo di collegamento tra il mondo bianco e quello nero. Tra i ministri-attivisti di spicco degli anni '50 e '60, figurano personaggi quali Martin Luther King Junior, Ralph David Abernathy, Bernard Lee, Fred Shuttlesworth, Wyatt Tee Walker, C. T. Vivian e P. Ted Hesburgh, che in seguito sarebbe stato reclutato dal Presidente Johnson per contribuire alla stesura della legislazione che sarebbe poi diventata la Legge sui Diritti Civili del 1964.

### Il movimento del Potere Nero
Dopo l'assassinio del Dr. King nel 1968, da parte di James Earl Ray, i cattolici afroamericani iniziarono a organizzarsi in massa, a partire dal clero nell'aprile dello stesso anno. Ben presto scoppiò una rivoluzione cattolica nera, favorendo l'integrazione delle tradizioni della Chiesa nera (protestante) più ampia nelle parrocchie cattoliche nere. Presto furono create organizzazioni per le sorelle religiose nere (1968), per i diaconi permanenti, per i seminaristi e una nuovissima organizzazione del Congresso Nazionale Cattolico Nero nel 1987, che riviveva l'iterazione del tardo XIX secolo. Quest'epoca vide un aumento massiccio di sacerdoti neri e il primo raccolto di vescovi e arcivescovi neri.

#### Teologia nera
Una formalizzazione della teologia basata sui temi della liberazione dei neri è il movimento della teologia nera. Le sue origini si possono far risalire al 31 luglio 1966, quando un gruppo ad hoc di 51 pastori neri, che si faceva chiamare National Committee of Negro Churchmen (NCNC), acquistò un'inserzione a tutta pagina su The New York Times per pubblicare la loro “Dichiarazione del Potere Nero”, che proponeva un approccio più aggressivo alla lotta contro il razzismo, utilizzando la Bibbia come fonte di ispirazione.
La teologia della liberazione nera è stata sistematizzata per la prima volta da James Cone e Dwight Hopkins. Sono considerati i principali teologi di questo sistema di credenze, anche se oggi ci sono molti studiosi che hanno contribuito molto al campo. Nel 1969 Cone ha pubblicato l'opera fondamentale che ha gettato le basi della teologia della liberazione nera, Black Theology and Black Power. Nel libro Cone affermò che non solo il potere nero non era estraneo al Vangelo, ma era, di fatto, il messaggio evangelico per tutta l'America del XX secolo.
Nel 2008 circa un quarto delle chiese afroamericane seguiva una teologia della liberazione. La teologia fu spinta sotto i riflettori nazionali dopo che sorse una controversia legata alla predicazione del Rev. Jeremiah Wright, ex pastore dell'allora Senatore Barack Obama, presso la Trinity United Church of Christ, Chicago. Wright aveva trasformato la Trinity in una megachiesa di successo, seguendo la teologia sviluppata da Cone, che aveva detto di voler "indicare [la Trinity] per prima" come esempio di chiesa che incarna il suo messaggio.
Gli studiosi hanno visto dei paralleli tra la Chiesa Nera e il movimento Black Girl Magic del 21º secolo, con le interazioni sui social media che coinvolgono l'hashtag Black Girl Magic visto come un'estensione moderna delle “tradizioni della Chiesa Nera di testimonianza, esortazione, improvvisazione, chiamata e risposta e canto”, che le donne nere possono usare per formare una “cyber congregazione”.

#### Teologia femminista
Dal movimento della teologia nera è nata anche una forma più femminile, in reazione sia alla natura dominata dagli uomini del settore, sia alla natura dominata dalle bianche della teologia femminista. Tra le figure principali di questa reazione c'erano pensatori afro-latini e donne nere. Anche le femministe cattoliche nere svolsero un ruolo importante, tra queste Sr Jamie Phelps, OP, M. Shawn Copeland, e Diana L. Hayes.

## Politiche e questioni sociali
La Chiesa nera continua ad essere una fonte di sostegno per i membri della comunità afroamericana, come l'incoraggiamento ad effettuare le vaccinazioni. Rispetto alle chiese americane nel loro complesso, le chiese nere tendono a concentrarsi maggiormente su questioni sociali come la povertà, la violenza delle bande, l'uso di droghe, la religione carceraria e il razzismo. Uno studio del 1996 ha rilevato che i cristiani neri avevano maggiori probabilità di venire a conoscenza della riforma sanitaria dai loro pastori, rispetto ai cristiani bianchi. Nel 2024 l'iniziativa nazionale della Chiesa Nera contava 27,7 milioni di membri negli Stati Uniti.
La maggior parte dei sondaggi indica che, mentre i neri tendono a votare democratico alle elezioni, i membri delle chiese tradizionalmente afroamericane sono generalmente più conservatori dal punto di vista sociale rispetto ai protestanti bianchi nel loro complesso. Il matrimonio omosessuale e altre questioni LGBT sono state tra le principali cause di attivismo in alcune chiese nere; sebbene la maggioranza dei protestanti neri sia rimasta contraria al matrimonio omosessuale nel 2015, il sostegno è cresciuto fino a raggiungere la maggioranza degli intervistati sia protestanti neri che cattolici neri in sondaggi successivi. Tuttavia alcune confessioni hanno discusso la questione. Ad esempio, l'African Methodist Episcopal Church proibisce ai suoi ministri di officiare matrimoni omosessuali, ma non ha una politica chiara sull'ordinazione. Alcuni membri del clero nero non hanno accettato il matrimonio omosessuale.
Un gruppo noto come Coalition of African American Pastors (CAAP), mantiene la sua opposizione al matrimonio gay. Il presidente della CAAP, il reverendo William Owens Sr., afferma che la legge sull'uguaglianza matrimoniale favorirà la corruzione negli Stati Uniti. L'organizzazione insiste sul fatto che una vera unione è quella tra un uomo e una donna. Ritiene inoltre che la legge che proibisce il matrimonio gay avrebbe dovuto essere mantenuta. Altri leader religiosi afroamericani che hanno fatto eco alla posizione di Owens sono stati il Vescovo Janice Hollis, prelato presiedente della Covenant International Fellowship of Churches di Filadelfia, il Vescovo Charles G. Nauden della Holyway Church of God in Christ della California meridionale e il Reverendo Dean Nelson, vice presidente della Frederick Douglass Foundation. I membri del CAAP concordano sul fatto che la Corte Suprema non aveva il diritto di rovesciare la sentenza costituzionale.

## Come istituzioni di quartiere
Sebbene i quartieri urbani neri nelle città che si sono deindustrializzate possano aver sofferto di un disinvestimento civico, con scuole di qualità inferiore, polizia e protezione antincendio meno efficaci, ci sono istituzioni che aiutano a migliorare il capitale fisico e sociale dei quartieri neri. In questi ultimi le chiese possono essere importanti fonti di coesione sociale. Per alcuni afroamericani il tipo di spiritualità appresa attraverso queste chiese funziona come fattore protettivo contro le forze corrosive della povertà e del razzismo.
Le Chiese possono lavorare anche per migliorare l'infrastruttura fisica del quartiere. Le Chiese di Harlem hanno intrapreso iniziative immobiliari e ristrutturato case in pietra arenaria bruciate e abbandonate, per creare nuovi alloggi per i residenti. Le Chiese hanno lottato per il diritto di gestire le proprie scuole al posto delle scuole pubbliche, spesso inadeguate, presenti in molti quartieri neri.

## Tradizioni
Come molti cristiani anche quelli afroamericani a volte partecipano o assistono a una rappresentazione natalizia. Black Nativity di Langston Hughes è una riedizione della classica storia della Natività con musica gospel. Le produzioni si trovano nei teatri e nelle chiese nere di tutto il Paese. I Re Magi sono tipicamente interpretati da membri di spicco della comunità nera.
Il servizio di veglia che si tiene la notte di Capodanno in molte denominazioni cristiane, soprattutto quelle di tradizione metodista e moraviana, è ampiamente frequentato da cristiani afroamericani.

## Denominazioni
Nel corso della storia degli Stati Uniti, le preferenze religiose e la segregazione razziale hanno favorito lo sviluppo di denominazioni separate di chiese nere, così come di chiese nere all'interno di denominazioni bianche.

### Metodismo (incluso il movimento della santità)
Gli afroamericani sono stati attratti dal Metodismo grazie all'opposizione del padre del Metodismo, John Wesley, “all'intero sistema della schiavitù, al suo impegno verso Gesù Cristo e all'appello evangelico ai sofferenti e agli oppressi”.

#### Chiesa Episcopale Metodista Africana

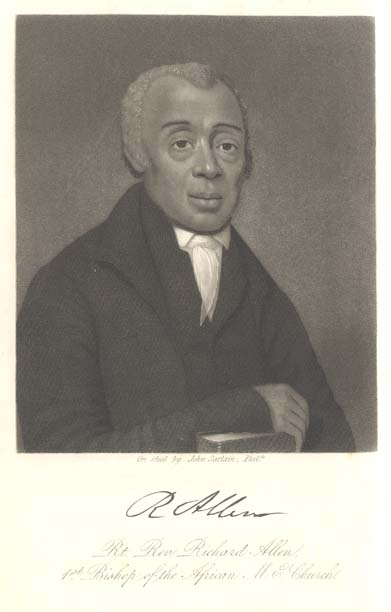
Richard Allen

La prima di queste chiese fu la African Methodist Episcopal Church (AME). Alla fine del XVIII secolo, l'ex schiavo Richard Allen, predicatore metodista, era un importante diacono e anziano della St George's Methodist Church, integrata e benestante a Filadelfia. Il carismatico Allen aveva attirato numerosi nuovi membri neri nella chiesa di St. George. I membri bianchi si erano sentiti così a disagio da relegare i fedeli neri in una galleria segregata. Dopo che i membri bianchi della St. George's cominciarono a trattare i suoi fedeli come cittadini di seconda classe, nel 1787 Allen, Absalom Jones, anch'egli predicatore, e altri membri neri lasciarono la chiesa.
Per prima cosa crearono la Free African Society, non confessionale, che agiva come una società di mutuo soccorso. Le differenze religiose indussero Jones a portare numerosi seguaci a creare una congregazione episcopale. Crearono la African Episcopal Church of St. Thomas, che aprì le sue porte nel 1794. Absalom Jones fu poi ordinato dal vescovo della diocesi di Filadelfia come primo sacerdote afroamericano della Chiesa episcopale.
Allen continuò per alcuni anni all'interno della denominazione metodista, ma organizzò una congregazione nera. Nel 1794 lui e i suoi seguaci aprirono le porte della Mother Bethel AME Church, interamente nera.
Col tempo, Allen e altri cercarono una maggiore indipendenza dalla gestione dei bianchi all'interno della Chiesa metodista. Nel 1816 Allen riunì altre quattro congregazioni nere nella regione medio-atlantica per creare la African Methodist Episcopal (AME) Church come denominazione indipendente, la prima denominazione nera completamente indipendente. I ministri scelsero Allen come primo vescovo.

#### Chiesa Episcopale Metodista Africana di Zion
La African Methodist Episcopal Zion o AME Zion, come la AME Church è un'emanazione della Methodist Episcopal Church (ME). I membri neri della Chiesa Metodista di John Street di New York City se ne andarono per formare una propria chiesa dopo diversi atti di discriminazione palese da parte dei membri bianchi. Nel 1796 i metodisti neri chiesero il permesso al vescovo della Chiesa ME di incontrarsi in modo indipendente, pur facendo parte della Chiesa ME e guidati da predicatori bianchi. Questo gruppo della Chiesa AME costruì la cappella Zion nel 1800 e fu incorporata nel 1801, sempre subordinata alla Chiesa ME.
Nel 1820 i membri della AME Zion Church iniziarono a separarsi ulteriormente dalla Chiesa ME. Cercando di insediare predicatori e anziani neri, crearono un dibattito sulla possibilità che i neri potessero assumere la carica di ministri. Questo dibattito terminò nel 1822 con l'ordinazione di Abraham Thompson, Leven Smith e James Varick, il primo sovrintendente (vescovo) della AME Zion church. Dopo la Guerra Civile, la delegazione venne inviata ai missionari del Sud e attirò migliaia di nuovi membri, che contribuirono a influenzare la Chiesa.

#### Altre relazioni metodiste
- (EN) Welcome to St. James African Union Methodist Protestant Church, su stjamesaumpchurch.org, St. James A.U.M.P Church. URL consultato il 1º dicembre 2024.
- (EN) The CME Church Official Website - Serving Christ Since 1870 The Christian Methodist Episcopal Church, su thecmechurch.org, 7 agosto 2023. URL consultato il 1º dicembre 2024.
- (EN) Church of Christ (Holiness) | Commited to a Life of Holiness!, su cochusa.org. URL consultato il 1º dicembre 2024.
- (EN) LRCHMC.ORG | Lumber River Conference of the Holiness Methodist Church, su lrchmc.org. URL consultato il 1º dicembre 2024.

### Battisti

#### Convenzione Nazionale Battista
La National Baptist Convention fu organizzata per la prima volta nel 1880 come Convenzione Battista della Missione Estera a Montgomery, in Alabama. I suoi fondatori, tra cui Elias Camp Morris, sottolineavano la predicazione del Vangelo come risposta alle carenze di una chiesa segregata. Nel 1895 Morris si trasferì ad Atlanta, in Georgia, e fondò la National Baptist Convention, USA, Inc. come fusione della Foreign Mission Convention, della American National Baptist Convention e della Baptist National Education Convention.
La National Baptist Convention USA, Inc. ha dichiarato di avere 8.415.100 membri in tutto il mondo, provenienti da 21.145 congregazioni, entro il 2020, diventando così la più grande organizzazione religiosa nera degli Stati Uniti.

#### Altre denominazioni battiste
- (EN) Full Gospel Baptist, su Full Gospel Baptist. URL consultato il 1º dicembre 2024.
- (EN) National Baptist Convention of America International, Inc. | Description, History, & Facts | Britannica, su britannica.com. URL consultato il 1º dicembre 2024.
- (EN) Annual Session & Online Registration | National Missionary Baptist Convention of America | Dallas, TX, su nmbca.org. URL consultato il 1º dicembre 2024.
- (EN) It's Time! - Progressive National Baptist Convention, su pnbc.org. URL consultato il 1º dicembre 2024.

### Pentecostalismo

#### Chiesa di Dio in Cristo
Nel 1907 Charles Harrison Mason formò la Church of God in Christ (Chiesa di Dio in Cristo) (COGIC) dopo che la sua chiesa battista e la Convenzione del Mississippi della NBC USA ebbero respinto il suo nome. Mason era un membro del movimento Holiness della fine del XIX secolo. Nel 1906 partecipò all'Azusa Street Revival a Los Angeles. Al suo ritorno in Tennessee iniziò ad insegnare il messaggio pentecostale Holiness. Tuttavia, Charles Price Jones e J. A. Jeter del Holiness Wesleyan Movement non erano d'accordo con gli insegnamenti di Mason sul Battesimo dello Spirito Santo.
Jones cambiò il nome della sua chiesa COGIC in Church of Christ (Holiness) USA nel 1915.
In occasione di una conferenza a Memphis, Tennessee, Mason riorganizzò la Chiesa di Dio in Cristo come un organismo di Santità Pentecostale. La sede della COGIC è il Tempio di Mason a Memphis, nel Tennessee. È il luogo del sermone finale di Martin Luther King, “I've Been to the Mountaintop”, pronunciato il giorno prima del suo assassinio.

#### Altre denominazioni pentecostali

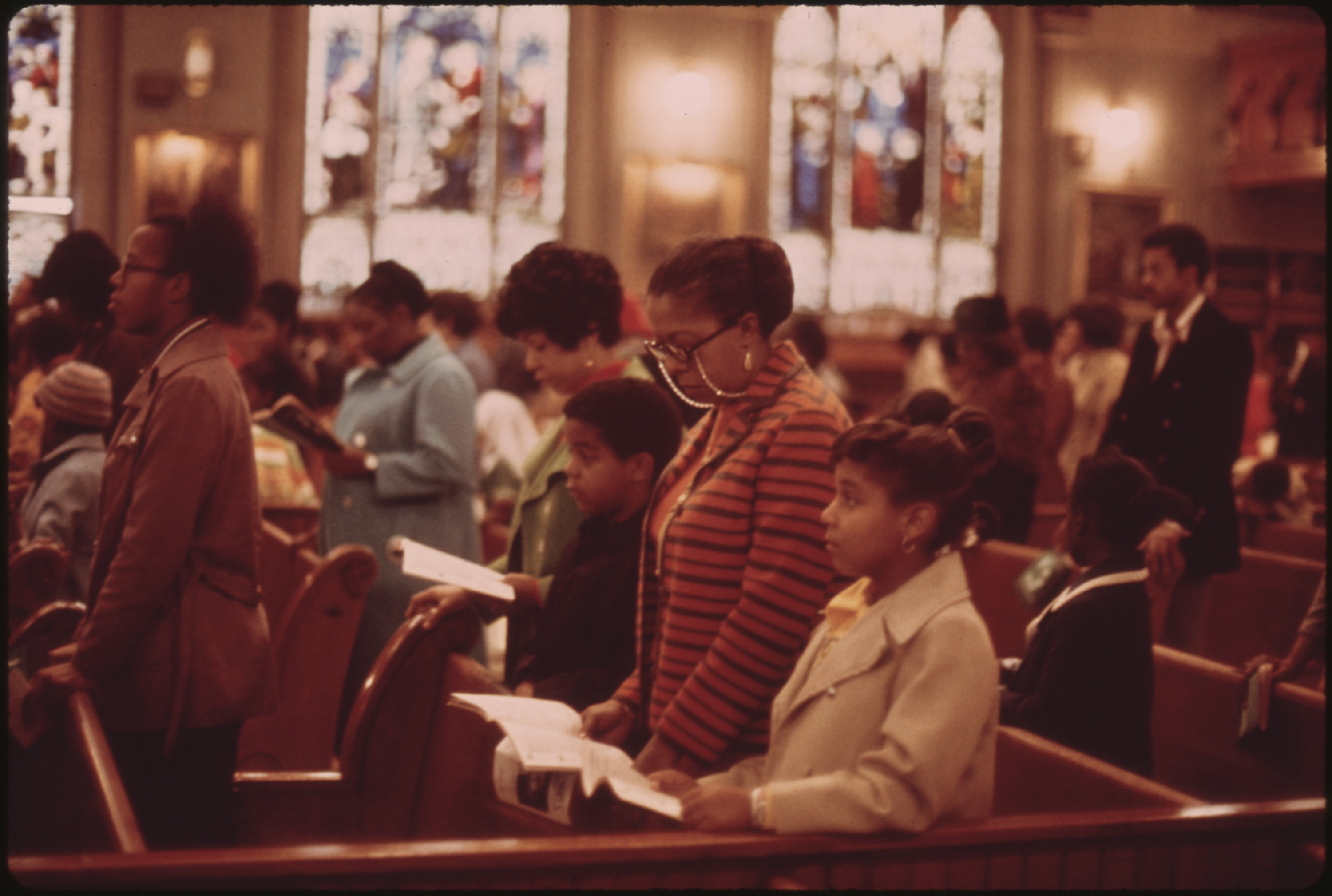
I fedeli della Holy Angels Catholic Church nel South Side di Chicago, Illinois, di John H. White, 1973.

- United Holy Church of America.
- Apostolic Faith Mission.
- Apostolic Faith Mission Church of God.
- Church of Our Lord Jesus Christ of the Apostolic Faith.
- Fire Baptized Holiness Church of God of the Americas.
- Mount Sinai Holy Church of America.
- Pentecostal Assemblies of the World.
- United House of Prayer for All People.
- United Pentecostal Council of the Assemblies of God, Incorporated.

### Cattolicesimo nero
Il cattolicesimo nero nato dalle comunità pre-americane di New Orleans, Baltimora, Florida e California, la presenza dei cattolici afro-americani nei territori degli Stati Uniti costituiscono alcune delle prime comunità nere dell'intero continente. A partire dall'inizio del XIX secolo, le religiose cattoliche nere iniziarono a formare congregazioni per servire le loro comunità, a partire da Mary Elizabeth Lange e Henriette DeLille, che fondarono rispettivamente le Suore oblate della Provvidenza e le Suore della Sacra Famiglia. Furono presto seguite dall'emergere di sacerdoti apertamente neri, il primo dei quali fu Padre Augustus Tolton nel 1886.
La Society of St Joseph of the Sacred Heart (alias i Josephites), un gruppo di sacerdoti incaricati di servire specificamente gli afroamericani, si formò nel 1893 e iniziò subito a ordinare uomini neri, anche se in numero ridotto. Hanno formato e assegnato personale alle parrocchie nere in tutto il Paese e oggi continuano a servire allo stesso modo, così come le due sorellanze sopra citate e le Ancelle Francescane del Cuore Purissimo di Maria.
Dopo il Movimento per i Diritti Civili sono state fondate diverse nuove organizzazioni cattoliche nere per sacerdoti, suore, diaconi e seminaristi neri e il Congresso Nazionale Cattolico Nero è arrivato nel 1987. I sacerdoti cattolici afro-americani aumentarono notevolmente di numero e iniziarono ad essere nominati vescovi afroamericani, compresi gli arcivescovi.
Wilton Gregory, il primo cardinale afroamericano, fu nominato nel 2020.